# Associazione Calcio Legnano 1991-1992
Questa pagina raccoglie le informazioni riguardanti l'Associazione Calcio Legnano nelle competizioni ufficiali della stagione 1991-1992.

## Stagione
Questa stagione è segnata dalla riforma della Serie C2: da quattro gironi di 18 squadre si passa a tre gruppi da venti squadre. Quindi il numero di società che possono partecipare alla Serie C2 si riduce drasticamente. In questo contesto, il presidente Ferdinando Villa sceglie un calciomercato votato perlopiù alle partenze. Vengono ceduti il difensore Maurizio Pecoraro, i centrocampisti Giovanni Archimede e Achille Mazzoleni e gli attaccanti Maurizio Calamita e Bruno Gava. Arrivano al Legnano il centrocampista Enrico Porrino e Marco Criscuoli e l'attaccante Valentino Spelta. Nella stagione 1991-1992 il Legnano disputa il girone A del campionato di Serie C2. Con soli 25 punti in classifica, i Lilla si piazzano in ultima posizione a 11 lunghezze dalla salvezza, retrocedendo nel Campionato Nazionale Dilettanti con Cuneo, Virescit e Valdagno. Il torneo viene vinto dal Ravenna con 50 punti, davanti al Leffe con 47 punti, entrambe promosse in Serie C1. A novembre, per tentare di migliorare la situazione, il Legnano scambia con il Carpi l'attaccante Vincenzo Corrente con il centrocampista Alessandro Zanatta e l'attaccante Gerry Cavallo. A metà campionato, con lo stesso obiettivo, l'allenatore lilla Abramo Rossetti viene sostituito da Giancarlo Danova: entrambe le operazioni non sortiscono però l'effetto sperato. In Coppa Italia Serie C il Legnano giunge al quinto e ultimo posto del girone B, risultato che non permette alla squadra di passare il turno.

## Divise e sponsor
| Casa |

## Organigramma societario
Area direttiva
- Presidente: comm. Ferdinando Villa
- Direttore generale: Mauro Bicicli

Area tecnica
- Allenatore: Abramo Rossetti, poi Giancarlo Danova

## Rosa
| N. |                   | Ruolo | Calciatore             |
| -- | ----------------- | ----- | ---------------------- |
|    | Italia (bandiera) | C     | Paolo Capra            |
|    | Italia (bandiera) | A     | Gerry Cavallo          |
|    | Italia (bandiera) | C     | Vittorio Chicchiarelli |
|    | Italia (bandiera) | D     | Alessio Cicchetti      |
|    | Italia (bandiera) | D     | Simone Cominetti       |
|    | Italia (bandiera) | A     | Vincenzo Corrente      |
|    | Italia (bandiera) | C     | Marco Criscuoli        |
|    | Italia (bandiera) | C     | Maurizio Croce         |
|    | Italia (bandiera) | P     | Alberto Dal Molin      |
|    | Italia (bandiera) | C     | Diego Lavelli          |
|    | Italia (bandiera) | C     | Maurizio Lombardo      |

| N. |                   | Ruolo | Calciatore                 |
| -- | ----------------- | ----- | -------------------------- |
|    | Italia (bandiera) | D     | Enrico Giuseppe Pedretti   |
|    | Italia (bandiera) | P     | Roberto Perrone            |
|    | Italia (bandiera) | C     | Enrico Porrino             |
|    | Italia (bandiera) | D     | Riccardo Rocchini          |
|    | Italia (bandiera) | D     | Davide Roncaglia           |
|    | Italia (bandiera) | A     | Giacomo Salvatore Sapienza |
|    | Italia (bandiera) | A     | Valentino Spelta           |
|    | Italia (bandiera) | D     | Mario Tacca                |
|    | Italia (bandiera) | A     | Roberto Verdicchio         |
|    | Italia (bandiera) | C     | Alessandro Zanatta         |

## Risultati

### Serie C2

#### Girone di andata
| Legnano 8 settembre 1991 1ª giornata | Legnano           | 0 – 0 | Cuneo | Stadio Giovanni Mari\| Arbitro: \| Capozzi (Vicenza) \| |
| Arbitro:                             | Capozzi (Vicenza) |       |       |                                                         |

| Arbitro: | Bizzotto (Castelfranco Veneto) |

|                          |           |  |
| Scienza 24’ Garbelli 84’ | Marcatori |  |

| Arbitro: | Rocchi (Roma) |

|         |           |  |
| Pau 60’ | Marcatori |  |

| Arbitro: | Freddi (Sassari) |

|                          |           |                            |
| Corrente 8’ Sapienza 60’ | Marcatori | 48’ Pisasale 56’ Antonioli |

| Arbitro: | Paterna (Teramo) |

|               |           |  |
| D'Aloisio 69’ | Marcatori |  |

| Arbitro: | Borriello (Mantova) |

|  |           |               |
|  | Marcatori | 85’ Rovellini |

| Arbitro: | Baudo (Torino) |

|             |           |  |
| Rivetta 38’ | Marcatori |  |

| Legnano 27 ottobre 1991 8ª giornata | Legnano        | 0 – 0 | Fiorenzuola | Stadio Giovanni Mari\| Arbitro: \| Ferro (Verona) \| |
| Arbitro:                            | Ferro (Verona) |       |             |                                                      |

| Arbitro: | De Santis (Tivoli) |

|                               |           |                          |
| Vignola 21’ (rig.) Gritti 68’ | Marcatori | 30’ (rig.) Chicchiarelli |

| Arbitro: | M. Branzoni (Pavia) |

|                    |           |  |
| Zanatta 78’ (rig.) | Marcatori |  |

| Cento 24 novembre 1991 11ª giornata | Centese          | 0 – 0 | Legnano | Stadio Loris Bulgarelli\| Arbitro: \| Pontani (Verona) \| |
| Arbitro:                            | Pontani (Verona) |       |         |                                                           |

| Arbitro: | Saraz (Roma) |

|                           |           |  |
| Vincenzi 33’ Mosele 90+2’ | Marcatori |  |

| Arbitro: | Longo (Paola) |

|            |           |             |
| Spelta 20’ | Marcatori | 48’ Girelli |

| Arbitro: | Calabrese (Avezzano) |

|            |           |  |
| Foschi 49’ | Marcatori |  |

| Legnano 22 dicembre 1991 15ª giornata | Legnano           | 0 – 0 | Ospitaletto | Stadio Giovanni Mari\| Arbitro: \| Masulli (Cremona) \| |
| Arbitro:                              | Masulli (Cremona) |       |             |                                                         |

| Arbitro: | Di Filippo (Chieti) |

|                  |           |             |
| Cicconi 26’, 90’ | Marcatori | 69’ Porrino |

| Arbitro: | Capraro (Cassino) |

|                           |           |  |
| Verdicchio 55’ Spelta 78’ | Marcatori |  |

| Arbitro: | Scarfò (Reggio Calabria) |

|                           |           |                   |
| Dall'Orso 30’ Guiotto 42’ | Marcatori | 55’ Chicchiarelli |

| Arbitro: | Cirotti (Roma) |

|                |           |  |
| Sapienza 90+3’ | Marcatori |  |

#### Girone di ritorno
| Arbitro: | Costa (Treviso) |

|                        |           |            |
| Calamita 42’ Guida 67’ | Marcatori | 87’ Spelta |

| Arbitro: | Pisacreta (Salerno) |

|  |           |             |
|  | Marcatori | 34’ Obbedio |

| Arbitro: | Scotton (Bassano del Grappa) |

|                    |           |                    |
| Padella 17’ (aut.) | Marcatori | 26’ Pari 37’ Sanna |

| Arbitro: | Corda (Cagliari) |

|                                             |           |                         |
| Francioso 6’ Belardinelli 65’ Buonocore 89’ | Marcatori | 33’ Spelta 72’ Pedretti |

| Arbitro: | Moretti (Cosenza) |

|               |           |                   |
| Criscuoli 13’ | Marcatori | 23’, 47’ Belletti |

| Arbitro: | Sorte (Bergamo) |

|             |           |  |
| Allievi 85’ | Marcatori |  |

| Arbitro: | Cicogna (San Donà di Piave) |

|            |           |            |
| Spelta 26’ | Marcatori | 53’ Grandi |

| Arbitro: | Ghionda (Lecce) |

|                  |           |  |
| Pompini 24’, 26’ | Marcatori |  |

| Arbitro: | Gambino (Barletta) |

|             |           |                                               |
| Zanatta 41’ | Marcatori | 45’ (rig.) Cozzella 68’ Bernazzani 76’ Romiti |

| Arbitro: | Capozzi (Vicenza) |

|                      |           |  |
| Venturato 62’ (rig.) | Marcatori |  |

| Arbitro: | Cosi (Firenze) |

|           |           |  |
| Spelta 8’ | Marcatori |  |

| Arbitro: | Santoruvo (Bari) |

|                                            |           |                          |
| Criscuoli 31’ Pedretti 44’ Spelta 67’, 84’ | Marcatori | 35’ Antonioli 71’ Mosele |

| Aosta 10 maggio 1992 32ª giornata | Aosta            | 0 – 0 | Legnano | Stadio Mario Puchoz\| Arbitro: \| Piantoni (Terni) \| |
| Arbitro:                          | Piantoni (Terni) |       |         |                                                       |

| Arbitro: | Bizzotto (Castelfranco Veneto) |

|               |           |           |
| Criscuoli 58’ | Marcatori | 64’ Rassu |

| Arbitro: | Bazzi (Modena) |

|                                        |           |                             |
| Cominetti 58’ (aut.) Strada 88’ (rig.) | Marcatori | 28’ Cominetti 69’ Criscuoli |

| Arbitro: | Coppola (Firenze) |

|                        |           |  |
| Spelta 23’ (rig.), 78’ | Marcatori |  |

| Arbitro: | Baudo (Torino) |

|            |           |                        |
| Busato 82’ | Marcatori | 35’ Lavelli 70’ Spelta |

| Legnano 14 giugno 1992 37ª giornata | Legnano       | 0 – 0 | Suzzara | Stadio Giovanni Mari\| Arbitro: \| Rocchi (Roma) \| |
| Arbitro:                            | Rocchi (Roma) |       |         |                                                     |

| Arbitro: | Messina (Monza) |

|                                  |           |                           |
| Collina 3’ Viviani 25’ Rossi 47’ | Marcatori | 4’ Verdicchio 49’ Lavelli |

### Coppa Italia Serie C

#### Girone B
| Legnano 18 agosto 1991 1ª giornata  | Legnano   | 0 – 1 | Varese | Stadio Giovanni Mari |
| \| \| \| \| \| \| Marcatori \| . \| |           |       |        |                      |
|                                     |           |       |        |                      |
|                                     | Marcatori | .     |        |                      |

| Solbiate Arno 21 agosto 1991 2ª giornata | Solbiatese | 1 – 1 | Legnano | Stadio Felice Chinetti |
| \| \| \| \| \| \| Marcatori \| . \|      |            |       |         |                        |
|                                          |            |       |         |                        |
|                                          | Marcatori  | .     |         |                        |

| Legnano 25 agosto 1991 3ª giornata  | Legnano   | 1 – 1 | Aosta | Stadio Giovanni Mari |
| \| \| \| \| \| \| Marcatori \| . \| |           |       |       |                      |
|                                     |           |       |       |                      |
|                                     | Marcatori | .     |       |                      |

| 28 agosto 1991 4ª giornata |  | – Turno di riposo per il Legnano. |  |  |

| Arbitro: | Masulli (Cremona) |

|            |           |  |
| Baioni 13’ | Marcatori |  |

## Statistiche

### Statistiche di squadra
| Competizione         | Punti | Totale | Totale | Totale | Totale | Totale | Totale | DR  |
| Competizione         | Punti | G      | V      | N      | P      | Gf     | Gs     | DR  |
| -------------------- | ----- | ------ | ------ | ------ | ------ | ------ | ------ | --- |
| Serie C2             | 25    | 38     | 7      | 11     | 20     | 31     | 45     | -14 |
| Coppa Italia Serie C | 2     | 4      | 0      | 2      | 2      | 2      | 4      | -2  |

### Statistiche dei giocatori
| Giocatore        | Serie C2 | Serie C2 |
| Giocatore        | Presenze | Reti     |
| ---------------- | -------- | -------- |
| P. Capra         | 26       | 0        |
| G. Cavallo       | 12       | 0        |
| V. Chicchiarelli | 27       | 2        |
| A. Cicchetti     | 17       | 0        |
| S. Cominetti     | 10       | 0        |
| V. Corrente      | 8        | 1        |
| M. Criscuoli     | 31       | 4        |
| M. Croce         | 17       | 0        |
| A. Dal Molin     | 20       | 0        |
| D. Lavelli       | 32       | 2        |
| M. Lombardo      | 18       | 0        |
| E. Pedretti      | 35       | 2        |
| R. Perrone       | 19       | 0        |
| E. Porrino       | 12       | 1        |
| R. Rocchini      | 35       | 0        |
| D. Roncaglia     | 27       | 0        |
| G. Sapienza      | 34       | 2        |
| V. Spelta        | 33       | 11       |
| M. Tacca         | 29       | 0        |
| R. Verdicchio    | 24       | 2        |
| A. Zanatta       | 19       | 2        |